# Regio Exequátur
El Regio Exequátur fue un derecho adquirido por la Corona española en el siglo XVI durante el mandato del Papa Alejandro VI, mediante el cual se reservaba el derecho de vetar documentos papales o bulas que fueran a ser enviadas a Iberoamérica. Este derecho era impensable en una sociedad donde la figura del Papa y sus dictámenes eran incontestables.
- Datos: Q5683473